# Solane
Solane – francuska rzeka w departamencie Corrèze. Rzeka ma swoje źródła na wysokości 450 m n.p.m. w pobliżu autostrady A89 w gminie Naves 2 km na północny zachód od tego miasta. Rzeka uchodzi do Corrèze w miejscowości Tulle. Solane ma 7,6 km długości.